# Nemesvid
Nemesvid es un pueblo ubicado en el distrito de Marcali, en el condado de Somogy, Hungría.

## Superficie
Posee una superficie de 18,38 kilómetros cuadrados.

## Demografía
Hasta 2019 la población era de 629 habitantes, con una densidad de población de 34,22 habitantes por kilómetro cuadrado.